# IC 5105A
IC 5105A — галактика типу SBc () у сузір'ї Мікроскоп.
Цей об'єкт міститься в оригінальній редакції індексного каталогу.